# أرمان دافيد
أرمان دافيد (1826-1900) (بالإنجليزية: Armand David)‏ هو عالم نبات فرنسي.

## روابط خارجية
- أرمان دافيد على موقع الموسوعة البريطانية (الإنجليزية)